# VTEC

Logo del VTEC

Il VTEC (sigla per Valve Timing Electronically Controlled), o Variable Valve Timing & Lift Electronic Control, è un sistema sviluppato da Honda per migliorare l'efficienza volumetrica di un motore a combustione interna a quattro tempi: questo sistema utilizza due alberi a camme e profili a selezione elettronica.
Questo sistema fu inventato presso Honda R & D dall'ingegnere Ikuo Kajitani e introdotto sul CBR400 nel 1983, noto come HYPER VTEC. Sono stati sviluppati anche altri tipi di variazione della fasatura da altri costruttori (MIVEC da Mitsubishi, VVTL-i da Toyota, VarioCam Plus di Porsche, VVL da Nissan, ecc.).

## Storia
Il sistema VTEC è stato inizialmente introdotto nel mondo motociclistico nel 1983 con la presentazione della CBR400. 
Solo nel 1989 ha avuto la sua prima applicazione nelle automobili grazie alle Honda Integra e Civic CRX SiR, modelli venduti in Giappone e in Europa nella variante del motore (B16A) che sviluppa 160 CV (118 kW), mentre per il mercato statunitense si è atteso il VTEC con l'introduzione nel 1990 dell'Acura NSX, che usava un VTEC DOHC V6 con 270 CV; più avanti i motori DOHC VTEC sono apparsi in altri veicoli, come nel 1992 sull'Acura Integra GS-R (motore B17 da 1,7 litri) e più tardi nel 1994 sull'Honda Prelude VTEC (H22 motore da 2,2 litri) e CRX del Sol VTEC (motore B16 da 1,6 litri).
Honda ha anche continuato a sviluppare altre varietà ed oggi offre diverse varietà di VTEC: iVTEC, iVTEC Hybrid e VTEC sui modelli NSX e su alcune automobili giapponese destinate al mercato interno.

## Funzionamento
Per regolarizzare il funzionamento di un motore a quattro tempi, i gruppi di aspirazione e di scarico delle valvole sono azionati da alberi a camme, con lobi eccentrici, la cui forma determina l'angolo d'apertura di una valvola (per quanto tempo rimane aperta) e la sua alzata (di quanto si allontana dalla sede), per adattare il motore al comportamento del fluido di lavoro (miscela di aria e carburante), prima e dopo la combustione, dato che questi hanno limitazioni fisiche sul loro affluire, così come la loro interazione con la scintilla d'accensione.
Tale sistema di distribuzione risulta ottimale per i vari range di funzionamento del motore, perché si adatta ai vari regimi del motore, mentre con le distribuzioni tradizionali, per avere un funzionamento ottimale ai bassi regimi, si devono avere dei valori di anticipo, ritardo, incrocio e apertura delle valvole brevi, che però penalizzano il funzionamento a regimi superiori, limitando così notevolmente la potenza del motore, viceversa per avere un funzionamento ottimale agli alti regimi, si devono avere dei valori di anticipo, ritardo, incrocio e apertura della valvola ampi, ma che ai regimi più bassi comportano un funzionamento irregolare e, a volte, addirittura un difficile sostentamento al minimo.
Il VTEC è stato inizialmente progettato per aumentare la potenza dei motori con una potenza specifica superiore ai 100 CV/l, pur mantenendo la praticità d'uso necessaria nel campo dei veicoli delle produzioni di massa, mentre alcune versioni successive, con variazioni del sistema sono stati progettati esclusivamente per fornire miglioramenti nel rendimento energetico, o per un aumento della potenza, nonché una migliore efficienza della percorrenza, ma in pratica un motore con tale sistema è difficile da progettare e attuare.
L'opposto approccio di questo sistema è quello di produrre un albero a camme, che più si adatta ad un funzionamento ad alti regimi di funzionamento e utilizzare il VTEC per migliorare il comportamento ai bassi regimi avendo prestazioni di un albero a camme studiato per i bassi regimi.

### DOHC VTEC
Il VTEC è un sistema tanto semplice quanto ingegnoso. Esso infatti è stato progettato per dotare il motore di due caratteri distinti a seconda che sia in funzione o meno. In sostanza il motore dispone di due profili delle camme distinti, uno per i regimi bassi e uno per quelli più alti. Quando viene superato un determinato regime il solenoide apre una valvola che spinge un perno e permette ai due bilancieri che agiscono sulle valvole di essere solidali tra loro; in questo modo il profilo più spinto (che quando il sistema non è in funzione ruota liberamente) può agire sulle valvole aumentando così l'alzata e permettendo al motore di aspirare più aria, quindi benzina e di conseguenza aumentare la potenza. Ovviamente in questa fase il profilo meno performante delle camme presenti sull'albero ruoteranno liberamente senza determinare alcun effetto nella distribuzione. Con questo sistema si riesce quindi ad avere potenze elevate ai regimi più alti (si parla di 8500/9000 giri) senza sacrificare il tiro a quelli minori.
Il passaggio tra il funzionamento dei due profili della camma è controllato dalla ECU, che tiene conto di:
- Pressione olio motore
- Temperatura del motore
- Velocità del veicolo
- Rotazioni del motore
- Posizione del comando gas

Utilizzando questi ingressi, l'ECU è programmato per passare dalla camma con un profilo ridotto, alla camma con un profilo più pronunciato, quando le condizioni del motore lo richiedono. Per far ciò la centralina utilizza un solenoide, che aumenta la pressione dell'olio e apre una valvola per spostare un perno che legherà così i bilancieri sui quali agiscono i due profili delle camme (per bassi ed alti regimi), da questo punto in poi, la valvola di controllo si apre e si chiude per non far aumentare troppo la pressione dell'olio.
Per il ritorno all'utilizzo del profilo delle camme per un funzionamento del motore a regimi più bassi, il motore deve ridurre il numero di giri, in modo che non ci sia un funzionamento altalenante tra un profilo e l'altro.

### SOHC VTEC
Come la popolarità e la commercializzazione del sistema VTEC è cresciuta, Honda ha applicato il sistema sui motori SOHC, i quali possono beneficiare di esso solo sul meccanismo delle valvole d'aspirazione, questo perché il VTEC richiede un terzo centro bilanciere e lobo della camma (per ogni lato aspirazione e scarico), e nel motore SOHC, la candela si trova tra i due bracci di scarico, non lasciando spazio per il bilanciere VTEC; inoltre il centro del lobo sull'albero a camme può essere utilizzata da sola o per l'assunzione o di scarico, limitando il VTEC a funzionare per un solo lato.

### SOHC VTEC-E
Honda ha continuato a sviluppare il sistema SOHC, sviluppando il VTEC-E, che è stato usato in modo leggermente diverso, dato che invece d'ottimizzare le prestazioni agli alti regimi, è stato utilizzato per aumentare l'efficienza a bassi regimi.
Ai bassi regimi di funzionamento, ad una delle due valvole d'aspirazione è consentita solo un'apertura molto modesta del relativo condotto d'aspirazione, migliorando la polverizzazione del carburante nell'aria nel cilindro, ciò consente alla miscela d'essere meglio utilizzata, mentre con l'aumento del regime di funzionamento, entrambe le valvole sono necessarie per la fornitura di miscela aria/benzina e per poter aprire ulteriormente tali valvole, si utilizza un perno scorrevole, azionato dalla pressione di un olio, esattamente come nel regolare VTEC; tale perno collega insieme le due valvole d'aspirazione e consente la piena apertura della seconda valvola.

### DOHC VTEC-di
Honda ha applicato il sistema VTEC abbinato ad un sistema ad iniezione diretta, applicandolo su un motore 1,4 DOHC Honda del 1999, questa è stata la prima dimostrazione dell'Honda al pubblico, il motore è stato installato in una Honda Logo (il predecessore per la Honda Fit / Jazz), il quale sviluppò una potenza e coppia di 107 CV a 6.200 rpm e 133 N·m a 5.000 rpm.

### 3-stage VTEC
Honda ha anche introdotto VTEC a 3 stadi, un sistema che combina le caratteristiche del SOHC VTEC, SOHC VTEC-E e del modello standard, viene utilizzato sul motore D15B e sulla settima generazione SOHC della Civic delle Filippine: con tale sistema il motore risulta essere molto economico nei consumi di carburante e con una buona potenza disponibile, il suo nome è derivato dai tre stadi del sistema, al posto dei due originari.
A basse velocità del motore (0-3000 rpm), questo funziona come il sistema VTEC-E, dove una valvola d'aspirazione è aperta da una camma pronunciata, mentre la seconda valvola è solo leggermente aperta, in modo da contribuire a promuovere una migliore turbolenza nella camera di combustione; inoltre, utilizzato in combinazione con il sensore di O2 a 5 fili, tale motore può essere capace di grandi risparmi di carburante.
Ai medi regimi di funzionamento del motore (dai 3000-6000 rpm), ora la seconda valvola viene azionata con il profilo più pronunciato della camma, in modo da produrre più potenza da parte del motore, ma a scapito del risparmio di carburante.
Agli alti regimi di funzionamento del motore (dai 6000-7000 rpm), le valvole d'aspirazione sono entrambe azionate da un profilo della camma molto pronunciato e il motore è capace di produrre prestazioni molto più elevate rispetto al funzionamento precedente, ma consuma una quantità maggiore di carburante.
Il sistema 3-VTEC non è stato offerto a tutti i mercati, infatti è stato distribuito solo nei mercati asiatici, e non negli Stati Uniti.

### i-VTEC

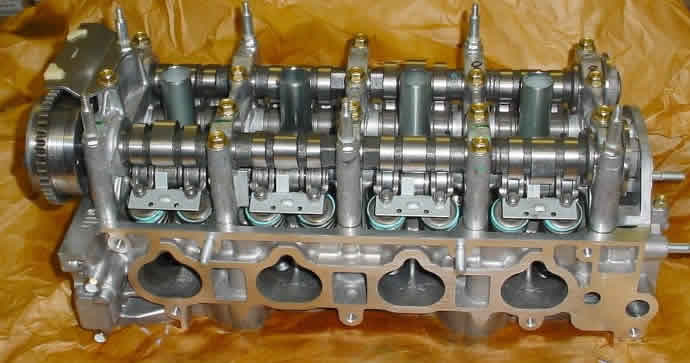
i-VTEC del motore Honda serie K 20Z3

L'i-VTEC (“VTEC intelligente”) ha introdotto la variazione continua e graduale dell'albero a camme, questa tecnologia apparve per la prima volta nel 2001 (2002 in USA) sulla serie K dell'Honda, con motori quattro cilindri.
La fasatura e alzata della valvola d'aspirazione sono ancora limitati con la distinzione tra bassi e alti regimi, ma l'albero a camme per l'aspirazione è ora in grado di avanzare tra i 25° e i 50° (a seconda del motore di configurazione) durante il funzionamento, queste modifiche di fasatura sono realizzate da un computer che attua i perni del sistema sempre tramite l'olio.
Tale attuazione è determinata da una combinazione del regime motore con il carico da supportare e che vanno dal ritardo con un esercizio ridotto del motore, fino all'anticipo con un elevato esercizio del motore, l'effetto finale è un'ulteriore ottimizzazione della coppia, soprattutto agli intermedi e bassi regimi.
Per i motori della Serie K ci sono due diversi tipi d'attuazione del sistema i-VTEC.
Il primo è per le prestazioni del motore, come nelle RSX Type S o il TSX e gli altri motori come per l'economia nel CR-V o Accord, le prestazioni del sistema i-VTEC sono sostanzialmente le stesse del sistema VTEC DOHC della B16A's, sia l'aspirazione e lo scarico sono a 3 lobi della camma per cilindro, tuttavia si ha l'ulteriore vantaggio della continua variazione delle fasi d'aspirazione.
Il secondo è per l'economicità, dove l'i-VTEC è più simile al SOHC VTEC-E, con la camma che ha solo due lobi (profili), uno molto piccolo e uno grande, così come non si ha il sistema VTEC sulla camma di scarico. I due tipi di motore sono facilmente distinguibili dalla fabbrica, per via della potenza nominale di uscita, dove i motori puntati per le prestazioni arrivano a circa 200 CV o più, nella forma economica i motori non arrivano a più di 160 CV.
Nel 2004, Honda ha introdotto un i-VTEC V6 (un aggiornamento del venerato J-series), ma in questo caso, i-VTEC non aveva nulla a che fare con la graduazione delle camme, occupandosi invece della disattivazione del cilindro, tecnologia che chiude le valvole dei cilindri di una bancata (3 cilindri) durante la fase di carico a bassa velocità (al di sotto dei 130 km/h); la tecnologia è stata originariamente introdotta negli Stati Uniti sulla Honda Odyssey minivan, e si trova ora sulla Honda Accord Hybrid 2006.
Un'ulteriore versione di i-VTEC è stato introdotta sui motori a quattro cilindri del modello del 2006 dell'Honda Civic R-series SOHC. Questa implementazione utilizza la cosiddetta "economia camme" su una delle due valvole d'aspirazione di ogni cilindro.
L'"economia camme" è progettata per ritardare la chiusura della valvola d'aspirazione e agire su di esse. Tale sistema viene attivato ai bassi regimi e con carichi ridotti; quando tale soluzione è attiva, una delle due valvole d'aspirazione di ogni cilindro si chiude ben oltre il punto morto inferiore (e quindi durante la fase di compressione) in questo modo una parte della miscela, che è entrata in camera di combustione, è costretta a ritornare di nuovo nel condotto d'aspirazione.
In questo modo, il motore "emula" una cilindrata inferiore rispetto a quella effettiva (il suo funzionamento è simile ad un motore a ciclo Atkinson, irregolare con compressione e colpi di combustione), il che riduce il consumo di carburante e aumenta la sua efficienza; durante l'operazione con la "economia camme", la valvola a farfalla dell'acceleratore (comandata con un servomeccanismo elettrico "drive-by-wire", cioè senza fili)  è tenuta pienamente aperta, in modo da ridurre le perdite di pompaggio.
Secondo Honda, questa misura da sola è in grado di ridurre le perdite di pompaggio del 16%, in più con un elevato regime e forti carichi, il motore ritorna nella sua "normale camme" (funzionamento normale), e funziona come un normale motore ciclo Otto 4 tempi, questa implementazione di i-VTEC è stata inizialmente introdotta sui motori R18A1, che si trovano sotto il cofano della ottava generazione della Civic, con un dislocamento di 1,8 L che produce 140 CV, recentemente è stata distribuita un'altra variante, il 2,0 L R20A2 capace di produrre 150 CV, installata sulle nuove versioni della CRV per il mercato europeo.
Con la continua introduzione di molti sistemi diversi del sistema i-VTEC, si può supporre che il termine sia ora un catch-all per il controllo "creativo" delle valvole effettuato usando le tecnologie Honda.
In alcuni motori recentemente introdotti (L13a di cilindrata 1339, montati nel 2009 in Italia su Civic e Jazz), la tecnologia i-Vtec è usata per disattivare una delle due valvole di aspirazione a regimi bassi (così il motore funziona a 12 valvole a bassi regimi, per aumentare la turbolenza e così minimizzare il consumo, e a 16 a quelli più alti, per migliorare la potenza massima).

### i-VTEC I
L'Honda i-VTEC I è una variante della famiglia di motori a benzina K-DOHC con iniezione diretta, fece il suo debutto nel 2004 sulla precedente generazione di Honda Stream MPV 7 posti, in Giappone, ma attualmente si usa un'altra versione, da 2,0 litri, la serie R-i-VTEC SOHC.
Il motore è caratterizzato dalla capacità di utilizzare miscele aria-carburante ultra-magre, di circa 65:1, molto più magre rispetto al motore a iniezione diretta, con un consueto rapporto di 40:1, e naturalmente, sono molto più magre rispetto al rapporto stechiometrico aria-combustibile miscela di 14,7:1, questi rapporti così magri permettono di risparmiare carburante, il cui consumo è sceso a 15 km/litro, con potenze di circa 155 CV.

### Advanced VTEC
Il 25 settembre 2006 il comunicato stampa ha annunciato il lancio del motore VTEC Advanced di Honda, il nuovo motore combina variazione continua, alzata della valvola e del VTC (Variable Timing Control), questo nuovo sistema permette il controllo ottimale delle valvole d'aspirazione e in risposta alle condizioni di guida, il raggiungimento di una migliore efficienza di carico per un significativo aumento della coppia a tutte le velocità del motore.
Con un basso e medio carico, le valvole sono impostate per una ridotta apertura (alzata) e per una chiusura anticipata, per ridurre le perdite di pompaggio e migliorare il risparmio di carburante, in confronto al 2.4L i-VTEC questi progressi pretendere di aumentare l'efficienza energetica del 13%, inoltre Honda sostiene che il nuovo motore soddisfa anche emissioni di gas di scarico compatibili con gli standard EPA - LEV2-ULEV regolamentari giapponesi e dei requisiti del Ministero della Terra, delle infrastrutture e dei trasporti per veicoli a bassa emissione, con livelli di emissione del 75% inferiori a quelli richiesti dagli standard del 2005, questi motori Advanced VTEC dovrebbero andare in produzione per i modelli del 2009.

## VTEC e motocicli
A parte il solo mercato giapponese, con la Honda CBR400F Super Quattro HYPER VTEC, introdotta nel 1983, la prima applicazione a livello mondiale di tecnologia VTEC su una moto si è verificato con l'introduzione di Honda VFR800 sportbike nel 2002, simile al SOHC VTEC-E, dove una valvola d'aspirazione rimane chiusa fino a una soglia di 7.000 rpm, superato tale limite la seconda valvola è aperta grazie al bloccaggio delle camme tramite un perno attuato da olio in pressione.
L'utilizzo delle valvole rimane immutato come nell'industria automobilistica VTEC-E, con un incremento della potenza, ma che è prodotta con una curva di coppia non graduale, infatti i critici sostengono che il VTEC aggiunge poco valore alla VFR, mentre il motore cresce di complessità, invece la preoccupazione dei guidatori è del fatto che il VTEC potrebbe attivare nel bel mezzo di una piega, potendo potenzialmente sconvolgere la stabilità e la risposta al comando del gas.
Nel 2006, con la presentazione del modello 2006-2009, venne introdotta una versione più "addolcita" del predetto sistema, attivo, stavolta, già da 6.600 rpm, ma in modo che l'erogazione di potenza in configurazione "full-engine" fosse più fluida e meno brutale della precedente.
Attualmente, il sistema VTEC equipaggia anche la Honda Crossrunner, presentata nel 2010 e dotata dello stesso motore della VFR800 Vtec.